# Parasponia parviflora
Parasponia parviflora är en hampväxtart som beskrevs av Friedrich Anton Wilhelm Miquel. Parasponia parviflora ingår i släktet Parasponia och familjen hampväxter. Inga underarter finns listade i Catalogue of Life.